# Pałac w Suchej Wielkiej
Pałac w Suchej Wielkiej – pałac z przełomu XVIII i XIX wieku w Suchej Wielkiej wraz z zabudowaniami folwarcznymi i parkiem.
Pałac znajduje się na 6-hektarowej działce. W skład zabudowań folwarcznych wchodzą: budynek gospodarczy (magazyn zbożowy) z 1910 r., budynek gospodarczy z końca XIX w., gołębnik, obora, chlew, mur graniczny oraz zbudowany po wojnie zbiornik przeciwpożarowy. Park pałacowy znajduje się od północnego zachodu i również jest obiektem zabytkowym.

## Historia
Wybudowany pod koniec XVIII wieku jako własność rodowa rodziny von Diebitsch, a potem von Strachwitz. Po 1945 roku przejęty przez Skarb Państwa i użytkowany jako szkoła, a następnie budynek mieszkalny. Z powodu złego stanu technicznego ostatni lokatorzy wyprowadzili się zeń w 2003 roku.
We wrześniu 2009 roku wystawiony na sprzedaż przez Agencję Nieruchomości Rolnych Skarbu Państwa. Nikt nie stanął do przetargu. Ponownie ogłoszono przetarg i zredukowano cenę. Ostatecznie do przetargu stanął tylko jeden kupiec. 13 listopada 2009 roku kompleks pałacowy został sprzedany.
W czerwcu 2010 rozpoczął się remont generalny pałacu. Nowy właściciel nie ma jeszcze koncepcji zagospodarowania pałacu; rozważa założenie winnicy, przekształcenie zespołu w obiekt szkoleniowo-wypoczynkowy lub w dom opieki.

## Opis
Obiekt jest częścią zespołu pałacowego, w skład którego wchodzą jeszcze: park, oficyna, poł. XIX w., dom mieszkalny z 1910 r.;
dwa budynki gospodarcze z drugiej poł. XIX w., 1910 .; gołębnik z końca XVIII w.; obora z 1860 r.; chlew z poł. XIX w.; ogrodzenie murowane z XVIII/XIX, pocz. XX w.

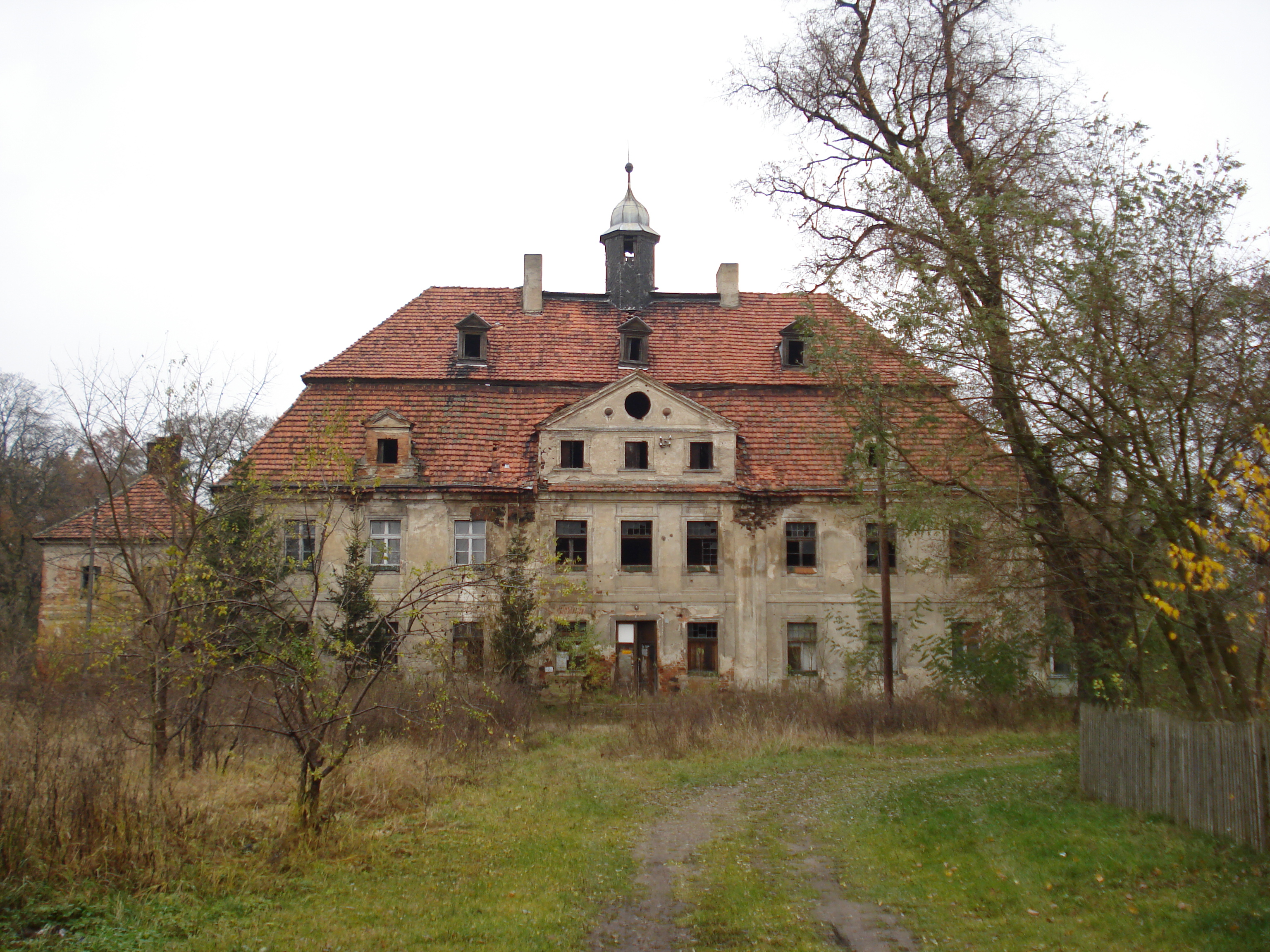
Pałac przed remontem w listopadzie 2009 roku